# 장무환
장무환(1926년 ~ 2015년 9월 19일)은 대한민국의 군인이었다. 한국 전쟁 기간 동안 국군포로가 되었다.
그 후 북한에 강제 억류되었다가 탈북하여 1998년 9월 30일 대한민국으로 귀환하였고 장무환씨가 탈북시도를 하였을때에 한국 대사관과 국가에서는 어떠한 도움도 주지 않았고, 대사관에서는 오히려 그가 귀찮다는 듯이 행동했다. 국군포로로 한국에 귀환하지 못한 군인 수는 적어도 3만명 많다면 6만명 이상이였다.

## 대사관 전화 박대 사건
SBS TV가 지난 1998년 10월 방송했던 '국군포로 장무환 북한탈출기'를 '그것이 알고 싶다' 600회 특집으로 지난 2006년 18일 다시 방영하자 방송중에 나온 주중 한국대사관 직원의
전화응대 태도를 놓고 국민들의 분노가 터져나왔다
- 통화내용[2]

장무환씨(탈북포로인사)― “나 국군포로인데 한국대사관 아닙니까?”

대사관 직원 - “맞는데요.”

장무환씨- “도움 줄 수 없는가, 해서 내가.....”

라고 말을 이어가자마자 말을 끊으며

대사관 직원- “하. 없죠”

장무환씨- “내가 국군 포론데..” 

대사관 직원- (뚝) 

하며 전화를 급히 끊어 버렸다.

파문이 커지자 외교부에서 사과문을 발표하였고 1998년 대사관 직원은 한국에서 파견된 업무보조원으로 퇴직했다고 밝혔다.

## 참고 자료
SBS
그것이 알고싶다